# Diplom
Ein Diplom (von altgriechisch δίπλωμα díplōma, deutsch ‚das Doppelte, das Zusammengelegte, offener Brief, Empfehlungsschreiben, Pass‘; hiervon lateinisch diploma ‚Schreiben auf zwei zusammengelegten Blättern, Urkunde‘) ist eine Urkunde über Auszeichnungen (Ehrenurkunde), außerordentliche Leistungen oder Prüfungen (Examina) an akademischen und nichtakademischen Bildungsinstitutionen.

## Begriffsgeschichte
Das Diplom war eigentlich eine aus zwei Blättern zusammengelegte Schreibtafel, bei den Römern im Allgemeinen eine amtliche Ausfertigung, namentlich eine durch Unterschrift und Siegel beglaubigte Urkunde. In dieser Bedeutung war das Wort während des ganzen Mittelalters nicht mehr gebräuchlich. Stattdessen wurden wichtige Schriftstücke mit Charta, Pagina oder Litterae bezeichnet. Erst im 17. Jahrhundert wurde das Wort Diplom wieder verwendet und bezeichnete alle amtlichen geschichtlichen Aufzeichnungen. Später wurde stattdessen zunehmend das deutsche Wort Urkunde verwendet. Als Diplome wurden nun nur noch Urkunden über die Erlangung akademischer Würden, des adeligen Standes oder über die Aufnahme in gelehrte Gesellschaften bezeichnet.
Gegen Ende des 18. Jahrhunderts entstand die Berufsbezeichnung Diplomat für einen durch Beglaubigungsschreiben ausgewiesenen ausländischen Politiker. In der Diplomatik ist der Begriff neben Privileg zur Bezeichnung von Herrscherurkunden anspruchsvollerer Gestaltung mit Inhalten lang andauernder Wirkung (als Gegenbegriff zum Mandat) in Gebrauch.

## Diplom als akademischer Grad
In Verbindung mit der Angabe des Faches ist das Diplom ein akademischer Grad (Hochschulausbildung), beispielsweise Diplom-Biologe, Diplom-Soziologe, Diplom-Verwaltungswirt oder Diplom-Ingenieur.
Die Diplomstudiengänge liefen im Zuge des Bologna-Prozesses seit 2010 weitgehend aus. An ihrer Stelle wurde das gestufte Studiensystem mit den Abschlüssen Bachelor und Master eingeführt. Das Diplom ist dem Master gleichwertig.

### Deutschland

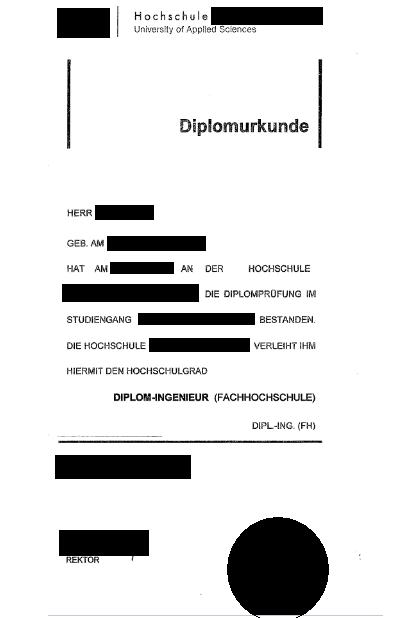
Diplomurkunde der Fachhochschule

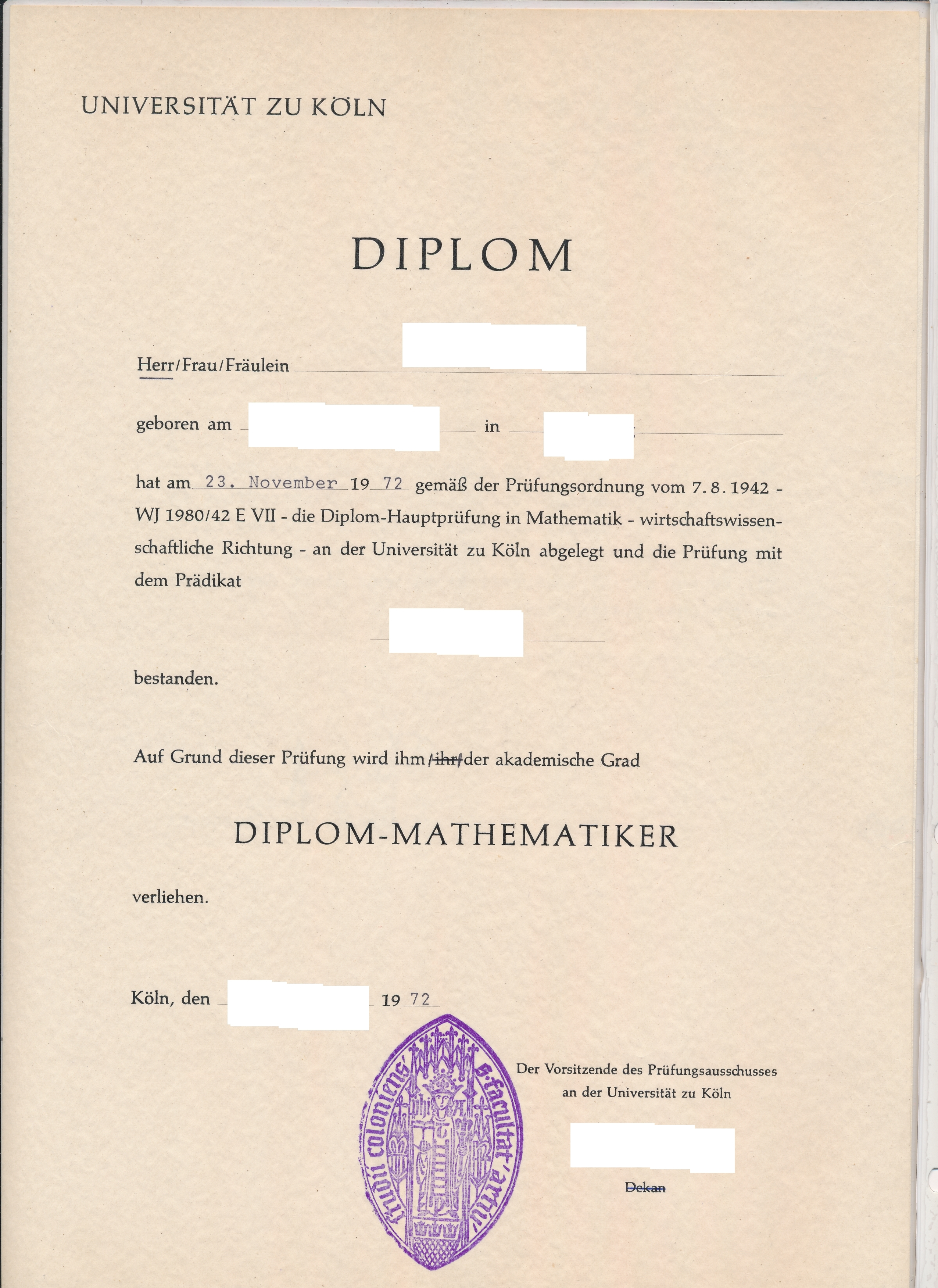
Diplomurkunde für Mathematik der Universität Köln aus den 1970er Jahren

In Deutschland war das Diplom der häufigste akademische Grad. Die mit dem Diplom abschließenden Studiengänge waren vorwiegend in den Ingenieur-, Natur- und Wirtschaftswissenschaften, aber auch in einigen Fächern der Geistes- und Sozialwissenschaften sowie an Kunsthochschulen zu finden.
Der akademische Diplomgrad setzt sich stets aus dem Wort „Diplom“ und der betreffenden Fachrichtung zusammen, wobei neben der weitaus am häufigsten vertretenen persönlichen Form (beispielsweise Diplom-Kaufmann) auch die unpersönliche Form (beispielsweise Diplom in audiovisuellen Medien) verliehen werden kann. Akademische Grade dürfen in Deutschland gemäß § 18 Hochschulrahmengesetz (HRG) nur von Hochschulen verliehen werden. Wortkombinationen der Bezeichnung „Diplom“ bzw. „Dipl.“ und einer Fachrichtung oder Berufsbezeichnung, die nicht von einer Hochschule verliehen wurden, sind mit akademischen Graden verwechslungsfähig und daher unzulässig. Das Führen von „Diplom“-Bezeichnungen, die nicht von einer Hochschule oder Berufsakademie (mit Zusatz „BA“) verliehen wurden, ist gemäß § 132a Abs. 2 StGB strafbar.
An Fachhochschulen wird das Diplom ebenfalls verliehen, allerdings mit dem führungspflichtigen Zusatz „FH“. Es berechtigt nicht grundsätzlich, aber unter besonderen Voraussetzungen, zur Promotion. Neben der im Gegensatz zum universitären Diplom eher anwendungsbezogenen Orientierung unterscheidet sich das Diplom der Fachhochschulen auch durch die Regelstudienzeit von maximal acht Semestern. Für Bachelor- und Master-Studiengänge gibt es dagegen keine derartigen grundsätzlichen Unterscheidungen.
An Berufsakademien wird das Diplom nicht als akademischer Grad, sondern als staatliche Abschlussbezeichnung verliehen und mit dem Zusatz „BA“ geführt. Die aus den Berufsakademien in Baden-Württemberg hervorgegangene Duale Hochschule ermöglicht eine Nachgraduierung dieses Abschlusses in einen akademischen Diplomgrad, der mit dem Zusatz „DH“ geführt werden muss. Das Diplom (DH) ist ausschließlich für die Nachgraduierung von früheren Absolventen der Berufsakademien vorgesehen. Ihren regulären Absolventen verleiht die Duale Hochschule den Bachelor.

#### Diplomstudium
Den organisatorischen Ablauf eines Diplomstudienganges regelt die Diplom-Prüfungsordnung, die in Deutschland vom Kultusministerium des jeweiligen Bundeslandes geprüft und zugelassen wird. Diplomstudiengänge gliedern sich in ein zwei- bis viersemestriges Grundstudium, in dem Grundkenntnisse und -fertigkeiten vermittelt werden und das der Orientierung dienen kann, sowie ein drei- bis sechssemestriges Hauptstudium, in dem eine Differenzierung und Spezialisierung stattfinden kann. Das Grundstudium wird mit dem Vordiplom abgeschlossen, das nach Ablegen von zumeist schriftlichen, teils aber auch mündlichen Prüfungen in den relevanten Fächern verliehen wird. Einige Studienordnungen sehen eine studienbegleitende Diplomvorprüfung vor, die sich aus zu erbringenden Teilleistungen während des Grundstudiums zusammensetzt. Anders als der Bachelor ist das Vordiplom allerdings kein berufsbefähigender Abschluss. Das Hauptstudium kann entweder mit großen schriftlichen oder mündlichen Diplomprüfungen abschließen oder mit studienbegleitenden Teilleistungen. Bei beiden Verfahren ist außerdem eine Diplomarbeit anzufertigen, die die Befähigung zur wissenschaftlichen Arbeit nachweist. Werden sowohl die Diplomarbeit als auch die Prüfungen mit Noten von mindestens „ausreichend“ bewertet, wird das Diplom verliehen.

#### Geschichte des Diploms in Deutschland
Der Begriff „Diplom“ als ein Hochschulgrad in Verbindung mit der Angabe des Faches existiert seit dem 11. Oktober 1899. Den technischen Hochschulen Preußens wurde durch einen königlichen Erlass Kaiser Wilhelms II. im Oktober 1899 erlaubt, den akademischen Grad des Diplom-Ingenieurs zu verleihen.:231 f.
In der Bundesrepublik wurde das Diplom ab Ende der 1950er Jahre auch als erster Hochschulabschluss anstelle der Promotion in sozial- und wirtschaftswissenschaftlichen Studienfächern eingeführt, parallel zum Magister in geistes- und sozialwissenschaftlichen Fächern. Die Einführung von Diplom und Magister sollte das Studium verkürzen und damit auch gewisse Zugangshürden zu einer akademischen Ausbildung senken. Ende der 1960er Jahre wurde in der Deutschen Demokratischen Republik das Diplom als Regelabschluss für alle universitären Studiengänge eingeführt, anders als in der Bundesrepublik auch für Studiengänge, die auf hoheitliche Aufgaben vorbereiteten. In den 1970er Jahren wurde an der Gesamthochschule Kassel das gestufte, integrierte Diplomstudienmodell (DI/DII) entwickelt und angewendet. Als einzige Hochschule ermöglichte sie die Anerkennung unterschiedlicher Qualifikationsvoraussetzungen neben der allgemeinen Hochschulreife.
Das Modell wurde seit 2006 sukzessive durch die Bologna-Reform ausgesetzt und durch die Abschlüsse nach Bachelor/Master durch privatrechtliche Akkreditierungsverfahren ersetzt. An einigen Universitäten wurde stattdessen das Diplom-Studium reformiert, sodass es besser mit dem Bachelor-Master-System vereinbar ist. Oftmals sind diese Studiengänge akkreditiert und entsprechen einem grundständigen Masterstudium.
Daneben gibt es die Diplomierung von Studiengängen, die mit einem Staatsexamen abgeschlossen werden. Dies geschieht teils durch bloße Verleihung des Diplomgrades, teils wird dies von der Erbringung zusätzlicher Leistungen abhängig gemacht. Beispielhaft seien hier die akademischen Grade des Diplom-Juristen sowie des Diplom-Berufspädagogen genannt.

#### Besoldungsrechtliche Einordnung
Bei der Kultusministerkonferenz (KMK) vom 12. Juni 2003 hieß es: „Die Bachelor- und Masterabschlüsse sind eigenständige berufsqualifizierende Hochschulabschlüsse. Die Integration eines Bachelorabschlusses in einen Diplomstudiengang ist ebenso ausgeschlossen, wie die Verleihung eines Mastergrades aufgrund eines mit Erfolg abgeschlossenen Diplomstudiengangs“, so dass „Bachelorabschlüsse […] grundsätzlich dieselben Berechtigungen wie Diplomabschlüsse der Fachhochschulen [verleihen]; konsekutive Masterabschlüsse verleihen dieselben Berechtigungen wie Diplom- und Magisterabschlüsse der Universitäten und gleichgestellten Hochschulen.“
Besoldungsrechtlich bedeutet dies, dass Bachelor- und Diplom-(FH)-Absolventen dem gehobenen Dienst zugeordnet werden, Diplom-Absolventen von Universitäten und gleichgestellten Hochschulen sowie alle Magister und Master-Absolventen dem höheren Dienst.
Erfolgreich akkreditierte Masterabschlüsse an Fachhochschulen werden automatisch dem höheren Dienst zugeordnet, eine explizite Feststellung bei der Akkreditierung muss nicht mehr erfolgen.
Eine Ausnahme bildet hier in einigen Bundesländern die gestaffelte Lehramtsausbildung, bei denen nach dem Bachelor-Abschluss ein Master folgt. Da Grundschullehrer nicht in den höheren, sondern in den gehobenen Dienst einsteigen, entfällt hier diese Zuordnung.

#### Bologna-Prozess in Deutschland
Mit der 1999 von 29 europäischen Bildungsministern im italienischen Bologna unterzeichneten Erklärung zur transnationalen Hochschulreform wurde der Bologna-Prozess eingeleitet.
Als ein Gradmesser für die Abschaffung der Diplomstudiengänge kann der Hochschulkompass der Hochschulrektorenkonferenz angesehen werden. Er weist zum 29. Dezember 2009 unter den grundständigen Studienangeboten 521 Datensätze für Diplomstudiengänge und im Vergleich dazu 5803 Datensätze für Bachelorstudiengänge auf.
- In Baden-Württemberg dürfen seit der Hochschulgesetznovellierung von 2005 keine neuen Diplom- oder Magisterstudiengänge mehr eingeführt werden und spätestens mit Beginn des Wintersemesters 2009/2010 keine Studienanfänger in diesen Studiengängen mehr aufgenommen werden.[11]
- In Bayern schreibt das Hochschulgesetz vor, dass spätestens mit Beginn des Wintersemesters 2009/2010 die Aufnahme des Studiums in Bachelorstudiengängen die Regel sein soll (ausgenommen Staatsprüfung oder kirchliche Prüfungen).[12]
- In Hessen können nach dem dortigen Hochschulgesetz für den ersten berufsqualifizierenden Abschluss nur noch Bachelorgrade, für einen weiteren berufsqualifizierenden Abschluss nur noch Mastergrade verliehen werden. Das Diplom oder andere akademische Grade werden bereits nicht mehr genannt.[13]
- In Sachsen ist bereits in Magisterstudiengängen keine Immatrikulation ab Wintersemester 2008/2009 mehr möglich.[14] Die Diplomstudiengänge werden im Gegensatz dazu jedoch nicht grundsätzlich abgeschafft. Die TU Chemnitz bietet ab dem Wintersemester 2018/19 den Diplomstudiengang Mathematik wieder an.[15]

Einige Bundesländer ermöglichen es derzeit mit ihren Hochschulgesetzen, Studiengänge mit Diplom- und anderen Abschlüssen unter bestimmten Voraussetzungen oder in begründeten Ausnahmefällen aufrechtzuerhalten, ohne eine Auslauffrist zu nennen (siehe Art. 57 Abs. 4 BayHSchG; § 26 SächsHschG; § 9 Abs. 6 HSG LSA). Inwieweit einzelne Bundesländer auch nach 2010 vom Beschluss ihrer Kultusminister abweichen werden, ist derzeit unklar. Die noch bestehenden Diplom-Studiengänge wurden in ihrer Struktur durch Übernahme der Modularisierung den neuen Bachelor- und Master-Studiengängen angepasst.
Die Hochschule für Politik München bietet seit Bestehen der Hochschule durchwegs das Diplomstudium der Politischen Wissenschaft an. Absolventen erhalten den akademischen Grad eines „Diplomaticus scientiae politicae Universitatis“ (Dipl. sc. pol. Univ.) der Ludwig-Maximilians-Universität München.
Auch die Technische Universität Dresden bietet für Studienanfänger zum Wintersemester 2010/11 weiterhin grundständige Diplomstudiengänge in den Fächern Architektur, Bauingenieurwesen, Chemie-Ingenieurwesen, Elektrotechnik, Informatik (neu zum WS 2010/11), Informationssystemtechnik, Regenerative Energiesysteme, Maschinenbau, Mechatronik, Psychologie, Soziologie, Verfahrenstechnik, Verkehrsingenieurswesen und Werkstoffwissenschaften sowie weiterführende Studiengänge in Bauingenieurwesen, Maschinenbau, Softwaretechnik und Umwelttechnik an. Zum Wintersemester 2014/2015 stellte die TU Dresden die ehemaligen Bachelor/Masterstudiengänge Wirtschaftsingenieurwesen und Wirtschaftsinformatik wieder auf Diplomstudiengänge um. Diese Möglichkeiten werden in den Fächern Elektrotechnik, Informationssystemtechnik, Regenerative Energiesysteme und Mechatronik bis auf weiteres bestehen bleiben und sind weiterhin der Regelstudienabschluss für diese Studienfächer. Auch die Hochschule Zittau/Görlitz bietet bis auf weiteres Diplom-Studiengänge in Wirtschaftsingenieurwesen, BWL, Wohnungs- und Immobilienwirtschaft, Maschinenbau und Umwelttechnik an.
In Rheinland-Pfalz bietet die Rheinland-Pfälzische Technische Universität Kaiserslautern-Landau am Standort Kaiserslautern zum WS 2023/24 weiterhin einen grundständigen Diplomstudiengang in dem Fach Architektur an.
Die Technische Universität Bergakademie Freiberg bietet zahlreiche Diplom-Studiengänge an: Angewandte Mathematik, Chemie, Robotik, Geotechnik und Bergbau, Markscheidewesen und Angewandte Geodäsie, Advanced Components: Werkstoffe für die Mobilität, Keramik, Glas- und Baustofftechnik, Maschinenbau, Nanotechnologie, Verfahrenstechnik und Chemieingenieurwesen, Werkstoffwissenschaft und Werkstofftechnologie, Wirtschaftsingenieurwesen, Betriebswirtschaftslehre für die Ressourcenwirtschaft, Wirtschaftsingenieurwesen, Umweltverfahrenstechnik, Wirtschaftswissenschaften.

### Österreich
In Österreich gibt es „Diplom-“ in Zusammensetzungen als akademischen Titel für einen Hochschulabschluss, z. B. in den Geisteswissenschaften als Diplomübersetzer oder in den Ingenieurwissenschaften in der Form Diplomingenieur, letzterer Titel wird mit Dipl.-Ing. oder mit DI (ohne Abkürzungspunkte) abgekürzt. Diplomstudien in anderen Fächern führten in Österreich zu einem Magister-Grad, jedoch ist auch der verliehene akademische Grad Dr. med. univ. der Humanmedizin nach § 54 Abs. 2 Universitätsgesetz 2002 ein Diplomgrad und kein Doktorgrad. Der Grad Diplom-Kaufmann (Dkfm) wurde in Österreich bis 1975 verliehen, seither schloss man ein wirtschaftswissenschaftliches Studium mit dem Grad Mag. rer.soc.oec. ab.
Die vorgesehene Studienzeit für Diplomstudien betrug, je nach Studienrichtung, vier bis sechs Jahre. Sie waren in zwei bis drei Studienabschnitte unterteilt, die jeweils mit einer Diplomprüfung abgeschlossen wurden. Der erste Abschnitt bestand typischerweise aus Grundlagenfächern. Im letzten Abschnitt war eine Diplomarbeit zu verfassen.
Dieses System wurde in der EU durch das anglophone Bachelor-Master-System abgelöst.
Das Universitätsgesetz 2002 legt in § 54 Abs. 2 fest, dass neue Studien nur als Bachelor-, Master- oder Doktoratsstudien eingerichtet werden dürfen.
Einige bestehende Studien, insbesondere im Bereich Rechtswissenschaften und Medizin, werden weiter als Diplomstudien geführt. Außerdem werden technische Mastergrade meistens noch immer als Diplomingenieur geführt, und zwar voraussichtlich noch länger (da der Grad auch international hoch angesehen ist).
Bereits im Jahr 2006 überstieg die Anzahl der eingerichteten Bachelorstudien die Anzahl der Diplomstudien. Allerdings lag die Studentenzahl bei Diplomstudien (ohne Lehramt) 2011/12 noch bei 93.611, die Anzahl der Studierenden in Masterstudien nur bei 32.858.

### Spanien
Mit Diplomatura oder Diplomatura universitaria wird in Spanien ein staatlicher Hochschulabschluss (Título oficial) nach einer Regelstudienzeit von 3 oder 4 Jahren bezeichnet.
Das Studium ist in der Regel anwendungsorientiert und wird ausschließlich in bestimmten Fächern angeboten (Krankenpflege, Optik, Physiotherapie, FH-ähnliche Ingenieurstudiengänge). Anders als eine Licenciatura berechtigt eine Diplomatura nicht zur Promotion.
Diese Abschlussart wird im Rahmen des Bologna-Prozesses auslaufen und die vergebenen Grade höchstwahrscheinlich als Bachelor anerkannt.

## Berufsdiplom

### Deutschland
Eine staatliche Abschlussbezeichnung für Absolventen der Berufsakademien in Deutschland, z. B. Dipl.-Ingenieur (BA)

### Österreich
In den österreichischen Berufsbildenden höheren Schulen (BHS) heißt die Abschlussprüfung Reife- und Diplomprüfung (§ 69 Schulorganisationsgesetz). Sie umfasst einerseits die mit der Reifeprüfung erworbene Universitätsreife, andererseits auch einen Berufsabschluss (entsprechend Lehrabschlussprüfung und Abschlussprüfung an den Fachschulen/Berufsbildenden mittleren Schulen) und oftmals den Befähigungsnachweis für reglementierte Gewerbe. Die Diplom- und Reifeprüfungen sind in das System der Zentralmatura eingebettet.
Außerhalb der Universitäten gibt bzw. gab es außerdem Ausbildungen, die ebenfalls mit einem Diplom abgeschlossen werden und staatlich anerkannt sind (Medizinisch-technische Dienste, Krankenpflegediplom, niederes Lehramt, Diplom-Pädagoge). Diese sind jedoch zum größten Teil am Auslaufen und werden, ebenso wie die akademischen Diplomstudiengänge, sukzessive auf das Bologna-Modell umgestellt (Professionalisierung in den Humanberufen). Geblieben sind die Berufsbezeichnungen Dipl. Gesundheits- und Krankenpfleger/-pflegerin und Dipl. medizinische/r Fachassistent/in.

### Schweiz
- Abschlussbezeichnung für Absolventen einer höheren Fachschule in der Schweiz, z. B. Dipl. Techniker HF Energietechnik.
- Abschlussbezeichnung für die bestandene Höhere Fachprüfung in der Schweiz, z. B. eidg. dipl. Versicherungsfachmann fu.